# موسایوس آتنی
موسایوس آتنی یا موسیوس (یونانی: Μουσαῖος) همه‌چیزدان، فیلسوف، مورخ، پیامبر، پیشگو، کاهن، شاعر و موسیقیدان افسانه‌ای بود که گفته می‌شود پایه‌گذار شعر کاهنی در آتیک بوده‌است. او رساله‌های وقفی و تطهیر سرود روحانی و منثور و پاسخ‌های سخنوری سروده‌است.

## زندگی
شخصیتی نیمه اسطوره‌ای که باید با اولن، اورفئوس و پامفوس طبقه‌بندی شود. او به عنوان نویسنده سروده‌های مختلف شعری، به ویژه در ارتباط با آیین‌های عرفانی دمتر در الوزیس در نظر گرفته می‌شد، که افسانه او را به عنوان رئیس در زمان هراکلس نشان می‌داد.

## میراث
- نمایشنامه‌نویس اوریپید در نمایشنامه خود رزوس او را اینگونه توصیف می‌کند: «موسیوس نیز، شهروند مقدس تو و از همه انسان‌های پیشرفته تر در علم است.»[۱]
- افلاطون در «ایون (افلاطون)» خود می‌گوید که شاعران از اورفئوس و موسیوس الهام می‌گیرند، اما بزرگ‌تران از هومر الهام می‌گیرند.[۲]
- در «گفتگوی پروتاگوراس-افلاطون»، افلاطون می‌گوید که موسیوس یک قدسی‌نما و یک پیامبر بود.[۳]

آپولوژی (افلاطون)، سقراط می‌گوید: «اگر انسان با اورفئوس و موسایوس و هزیود و هومر گفتگو کند، چه چیزی برای ارائه دارد؟ این درست است، بگذارید بارها و بارها بمیرم."
- آرتاپانوس اسکندریه، الکساندر میلتوسی، نومنیوس آپامئا و یوسبیوس قیصریه موسایوس را با موسی قانون‌آور یهودیان یکی می‌دانند.[۵]